# ロマノス3世アルギュロス
ロマノス3世アルギュロス（ギリシア語: Ρωμανός Γʹ Αργυρός, Rōmanos III Argyros, 968年 - 1034年4月11日）は、東ローマ帝国マケドニア王朝の皇帝（在位：1028年 - 1034年）。

## 生涯
先帝コンスタンティノス8世には男子がおらず、3人の娘しかいなかったが、享楽的で怠惰なコンスタンティノスは死ぬ間際まで後継者のことを考えておらず、既に40歳を超えた娘たちに婿を迎えることもしていなかった。
1028年、コンスタンティノス8世は死の床についてようやく、名門文官貴族の元老院議員・首都長官であったロマノスを次女のゾエと結婚させ、後継者に指名した（長女エウドキアは修道女になっていた）。ロマノスは既に60歳を過ぎており、妻もいたが、コンスタンティノスはロマノスの妻を騙して離婚させ、ゾエと結婚させたのである。
コンスタンティノス8世はゾエとロマノスの結婚式の3日後に死去し、ロマノスが皇帝に即位した。ロマノスは、政治面においては修道院を多数建設して莫大な費用を費やし、財政を破綻寸前に追い込んだ（ただし、これによって文化的には発展を遂げた）ほか、バシレイオス2世の大土地所有抑制政策を破棄してしまった。これにより帝国は後に大土地所有貴族による内紛状態へと陥ってしまう。さらに財政難を補うために地方に対して重税をかけたが、それを役人が横領するなど、支配階層の腐敗・堕落が進んだ。
軍事面においては、自らをトラヤヌス・ハドリアヌスになぞらえて東方へ遠征を行ったが、もともと文官であるロマノスに軍事的才能などあるはずもなく、シリアでイスラーム勢力に対して大敗を喫して逃げ帰るという醜態をさらした。さらに失政に次ぐ失政を重ね、皇后のゾエとも不仲になった。これにより、既に衰退し始めていた帝国はますます衰えていった。ロマノス3世の唯一の功績らしい功績はファーティマ朝と休戦し、破壊されたエルサレムの聖墳墓教会を再建し、エルサレム総主教の任命権を得たことくらいである。
1034年、入浴中に不慮の死を遂げた。一説には、皇后ゾエによる暗殺とも言われているが、真偽は定かではない。